# Ceremony and Devotion
Ceremony and Devotion (englisch Zeremonie und Hingabe) ist das erste Livealbum der schwedischen Heavy-Metal-Band Ghost. Das Album wurde am 8. Dezember 2017 über Spinefarm Records veröffentlicht.

## Inhalt
Ceremony and Devotion wurde während des nordamerikanischen Abschnitts der Popestar-Tournee von Dave Nutbrown aufgenommen. Die Band spielte am 2. Juli 2017 in San Francisco im Warfield Theatre. Ceremony and Devotion enthält sieben Titel des Albums Meliora, sechs des Albums Infestissumam, drei des Albums Opus Eponymous sowie einen Titel der Popestar-EP. Die EP If You Have Ghost ist nicht vertreten. Das Album wurde von Tom Dalgety produziert und gemischt, während Joe LaPorta das Mastering übernahm. Das Albumcover wurde von David M. Brinley entworfen. Die digitale Version erschien am 8. Dezember 2017, während die physischen Versionen des Albums erst am 19. Januar 2018 veröffentlicht wurde. Das Albumcover wurde von Zbigniew Bielak und David Bradley Wilson entworfen.

## Titelliste
Die Titel „Elizabeth“ und „Secular Haze“ sind nur auf der Vinyl-Veröffentlichung enthalten, nicht aber auf der CD-Veröffentlichung. 
1. Square Hammer – 4:23
2. From the Pinnacle to the Pit – 4:16
3. Con Clavi Con Dio – 3:53
4. Per Aspera Ad Inferi – 5:00
5. Elizabeth – 4:11
6. Body and Blood – 3:53
7. Devil Church – 2:17
8. Cirice – 5:59
9. Ghuleh / Zombie Queen – 7:39
10. Year Zero – 5:42
11. Spöksonat – 0:52
12. He Is – 4:44
13. Mummy Dust – 4:19
14. Secular Haze – 5:26
15. Absolution – 5:22
16. Ritual – 7:41
17. Monstrance Clock – 6:12

## Rezensionen
Boris Kaiser vom deutschen Magazin Rock Hard schrieb, dass die 17 „smart und nicht allzu klinisch aufgenommenen Hits problemlos als Ghosts Alive! durchgehen“ und dass das Album „mehr denn je die songwriterische Genialität von Papa Emeritus & Co. aufzeigt“. Christoph Emmrich vom Onlinemagazin nmetal1.info beschrieb das Album als „Muss für alle Fans der Band“, der Einsteigern „ein perfektes Best-of einer genialen Band bietet“. Auch wenn sich Emmrich wunderte, dass die Band auf eine DVD-Version verzichtet hat, vergab er neun von zehn Punkten.

## Chartplatzierungen
| ChartsChartplatzierungen            | Höchstplatzierung | Wochen |
| ----------------------------------- | ----------------- | ------ |
| Deutschland (GfK)                   | 53 (1 Wo.)        | 1      |
| Schweden (GLF)                      | 2 (1 Wo.)         | 1      |
| Schweiz (IFPI)                      | 61 (1 Wo.)        | 1      |
| Vereinigte Staaten (Billboard Rock) | 39 (1 Wo.)        | 1      |